# Айрондеквойт (Нью-Йорк)
Айрондеквойт (англ. Irondequoit) — переписна місцевість (CDP) в США, в окрузі Монро штату Нью-Йорк. Населення — 51 043 особи (2020).

## Демографія
Згідно з переписом 2010 року, у місті мешкали 51 692 особи в 22 554 домогосподарствах у складі 13 840 родин. Було 23612 помешкання
Расовий склад населення:
| - 86,8 % — білих - 7,7 % — чорних або афроамериканців - 1,3 % — азіатів - 0,2 % — корінних американців - 1,9 % — осіб інших рас |

До двох чи більше рас належало 2,1 %. Частка іспаномовних становила 6,2 % від усіх жителів.
За віковим діапазоном населення розподілялося таким чином: 20,3 % — особи молодші 18 років, 60,7 % — особи у віці 18—64 років, 19,0 % — особи у віці 65 років та старші. Медіана віку мешканця становила 44,1 року. На 100 осіб жіночої статі у місті припадало 86,6 чоловіків;  на 100 жінок у віці від 18 років та старших — 82,6 чоловіків також старших 18 років.
Середній дохід на одне домашнє господарство  становив 70 493 долари США (медіана — 56 986), а середній дохід на одну сім'ю — 82 965 доларів (медіана — 70 795). Медіана доходів становила 48 208 доларів для чоловіків та 44 000 доларів для жінок. За межею бідності перебувало 8,6 % осіб, у тому числі 12,7 % дітей у віці до 18 років та 8,0 % осіб у віці 65 років та старших.
Цивільне працевлаштоване населення становило 25 900 осіб. Основні галузі зайнятості: освіта, охорона здоров'я та соціальна допомога — 30,8 %, науковці, спеціалісти, менеджери — 12,8 %, виробництво — 9,9 %, роздрібна торгівля — 9,7 %.